# Clima Macedoniei de Nord

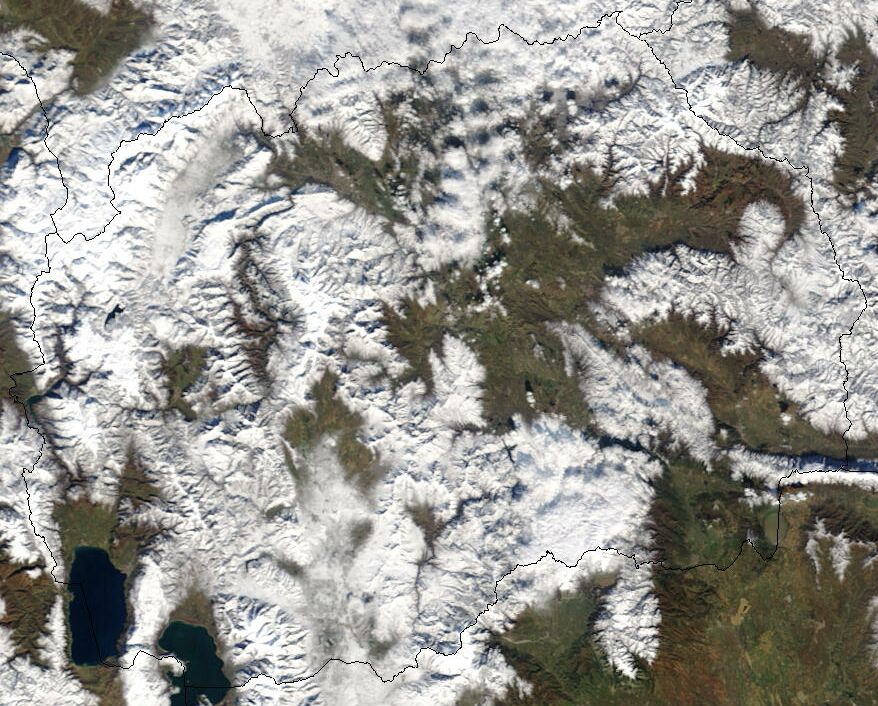
Macedonia - imagine din satelit

Clima Republicii Macedonia este o climă temperat-continentală relativ tipică, dar cu puternice influențe mediteraneene. 
Macedonia are o climă tranzițională, de la cea mediteraneeană la cea continentală. Verile sunt calde și uscate, iar iernile sunt moderate. Precipitațiile medii anuale diferă de la 1700 mm în zona montană din vest, la 500 mm în zona din est. Țara are trei zone climatice principale: temperat mediteraneean, montan și temperat continental. De-a lungul văilor râurilor Vardar și Strumica, în regiunile Gevgelija, Valandovo, Dojran, Strumica și Radoviš, clima este temperat mediteraneeană. Cele mai calde zone sunt Demir Kapija și Gevgelija, unde temperaturile în iulie și august depășesc deseori 40 de grade. Clima montană este prezentă în regiunile montane ale țării și caracterizată de ierni lungi și cu multă zăpadă și de veri scurte și răcoroase. Primăvara este mai frig decât toamna. În cea mai mare parte Macedonia are o climă temperat-continentală, cu veri calde și uscate și ierni reci și umede. Există 30 de stații meteorologice principale în țară.
Clima în Skopje
|                         | Ian | Feb | Mar | Аpr | Mаi | Iun | Iul | Аug | Sep | Оct | Nov | Dec |
| ----------------------- | --- | --- | --- | --- | --- | --- | --- | --- | --- | --- | --- | --- |
| Temperatura maximă (°C) | 5   | 10  | 13  | 18  | 23  | 28  | 31  | 30  | 26  | 20  | 10  | 7   |
| Temperatura minimă (°C) | -5  | 2   | 5   | 7   | 12  | 16  | 18  | 18  | 15  | 11  | 6   | -2  |
| Precipitații (în mm)    | 100 | 103 | 113 | 175 | 201 | 123 | 132 | 102 | 109 | 127 | 124 | 141 |